# (3430) Bradfield
(3430) Bradfield (1980 TF4) – planetoida z grupy pasa głównego asteroid okrążająca Słońce w ciągu 4,59 lat w średniej odległości 2,76 j.a. Odkryła ją Carolyn Shoemaker 9 października 1980 roku.